# Valenton

Valenton este o comună în departamentul Val-de-Marne, Franța. În 2009 avea o populație de 12,215 de locuitori.